# Cantón de Noyon
El cantón de Noyon es una división administrativa francesa, situada en el departamento de Oise y la región de Picardía.
Su consejero general es Patrick Deguise, del PS, y alcalde de Pont-l'Évêque.

## Geografía
Este cantón se organiza alrededor de Noyon, en el distrito de Compiègne. Su altitud varía de 35 m (Sempigny) a 187 m (Grandrû), teniendo una altitud media de 63 m.

## Composición
El cantón de Noyon agrupa 23 comunas y cuenta con 24 829 habitantes (según el censo de 1999).
| Comunas             | hab.   | código postal | código INSEE |
| ------------------- | ------ | ------------- | ------------ |
| Appilly             | 503    | 60400         | 60021        |
| Babœuf              | 532    | 60400         | 60037        |
| Beaurains-lès-Noyon | 264    | 60400         | 60055        |
| Béhéricourt         | 208    | 60400         | 60059        |
| Brétigny            | 324    | 60400         | 60105        |
| Caisnes             | 424    | 60400         | 60118        |
| Cuts                | 858    | 60400         | 60189        |
| Genvry              | 454    | 60400         | 60270        |
| Grandrû             | 252    | 60400         | 60287        |
| Larbroye            | 373    | 60400         | 60348        |
| Mondescourt         | 270    | 60400         | 60410        |
| Morlincourt         | 526    | 60400         | 60431        |
| Noyon               | 14 471 | 60400         | 60471        |
| Passel              | 299    | 60400         | 60488        |
| Pont-l'Évêque       | 803    | 60400         | 60506        |
| Pontoise-lès-Noyon  | 438    | 60400         | 60507        |
| Porquéricourt       | 362    | 60400         | 60511        |
| Salency             | 891    | 60400         | 60603        |
| Sempigny            | 740    | 60400         | 60610        |
| Suzoy               | 501    | 60400         | 60625        |
| Varesnes            | 382    | 60400         | 60655        |
| Vauchelles          | 279    | 60400         | 60657        |
| Ville               | 675    | 60400         | 60676        |

## Demografía
| 16,406 | 19,177 | 22,081 | 22,856 | 24,198 | 24,829 |
| Para los censos de 1962 a 1999 la población legal corresponde a la población sin duplicidades (Fuente: INSEE [Consultar]) |        |        |        |        |        |